# Masivul Mont-Blanc
Masivul Mont-Blanc (în franceză Massif du Mont-Blanc; în occitană Massís del Mont Blanc; în italiană Massiccio del Monte Bianco) este un lanț muntos din Alpii Graici, în care se găsește muntele Mont Blanc, cel mai înalt vârf din Europa de Vest, cu o înălțime de 4.810,45 m. Masivul este situat pe teritoriul a trei țări: Franța (Haute-Savoie și Savoie), Italia (Valle d'Aosta) și Elveția (Valais), și este traversat de Tunelul Mont Blanc, un tunel de 11,6 km care face legătura între localitățile Chamonix (Franța) și Courmayeur (Italia).

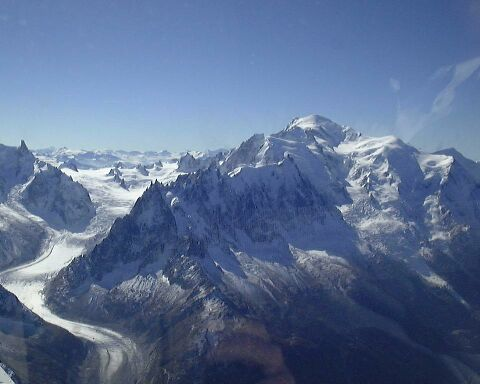
Mont Blanc cu vârfurile Chamonix et la mer de Glace

## Vârfuri
Principalele vârfuri din masivul Mont Blanc sunt:
| Nume                         | Înălțime (metri) |
| ---------------------------- | ---------------- |
| Mont Blanc                   | 4.810.45         |
| Mont Blanc de Courmayeur     | 4.748            |
| Mont Maudit                  | 4.465            |
| Picco Luigi Amedeo           | 4.460            |
| Dôme du Goûter               | 4.304            |
| Mont Blanc du Tacul          | 4.248            |
| Grand Pilier d'Angle         | 4.243            |
| Grandes Jorasses             | 4.208            |
| Aiguille Verte               | 4.122            |
| Aiguille Blanche de Peuterey | 4.112            |
| Mont Brouillard              | 4.069            |
| Aiguille de Bionnassay       | 4.066            |
| Pic Eccles                   | 4.041            |
| Dôme de Rochefort            | 4.015            |
| Dent du Géant                | 4.013            |
| Aiguille de Rochefort        | 4.001            |
| Les Droites                  | 4.000            |
| Aiguille de Tré-la-Tête      | 3.930            |
| Aiguille d'Argentière        | 3.901            |
| Aiguille de Triolet          | 3.870            |
| Aiguille du Midi             | 3.843            |
| Tour Noir                    | 3.836            |
| Aiguille des Glaciers        | 3.834            |
| Mont Dolent                  | 3.823            |
| Aiguille du Chardonnet       | 3.822            |
| Aiguille Noire de Peuterey   | 3.773            |
| Aiguille du Dru              | 3.754            |
| Dômes de Miage               | 3.688            |
| Aiguille du Plan             | 3.673            |
| Aiguille du Tour             | 3.540            |

| Nume                                     | Înățime (metri) |
| ---------------------------------------- | --------------- |
| Aiguilles Dorées                         | 3.519           |
| Grand Darray                             | 3.514           |
| Grande Lui                               | 3.509           |
| Aiguille du Grépon                       | 3.502           |
| Aiguille des Grands Charmoz              | 3.445           |
| Le Portalet                              | 3.344           |
| Pointe d'Orny                            | 3.274           |
| Mont Favre                               | 3.259           |
| Tita Neire                               | 3.175           |
| Grande Pointe des Planereuses            | 3.151           |
| Pointe de Léchaud                        | 3.127           |
| Mont Buet                                | 3.109           |
| Pointe des Plines                        | 3.057           |
| Pic de Tenneverge                        | 2.982           |
| Aiguille du Belvédère (Aiguilles Rouges) | 2.966           |
| Le Génépi                                | 2.884           |
| Crammont                                 | 2.737           |
| Pointe des Fours                         | 2.719           |
| Pointe du Colloney                       | 2.692           |
| Pointe Ronde                             | 2.655           |
| Catogne                                  | 2.599           |
| Mont Joly                                | 2.527           |
| Brevent                                  | 2.525           |
| Pointe de Sales                          | 2.494           |
| Aiguille de Varan                        | 2.488           |
| Mont Chetif                              | 2.343           |
| La Breya                                 | 2.194           |

## Ghețari
Cei mai mari ghețari din masiv sunt:

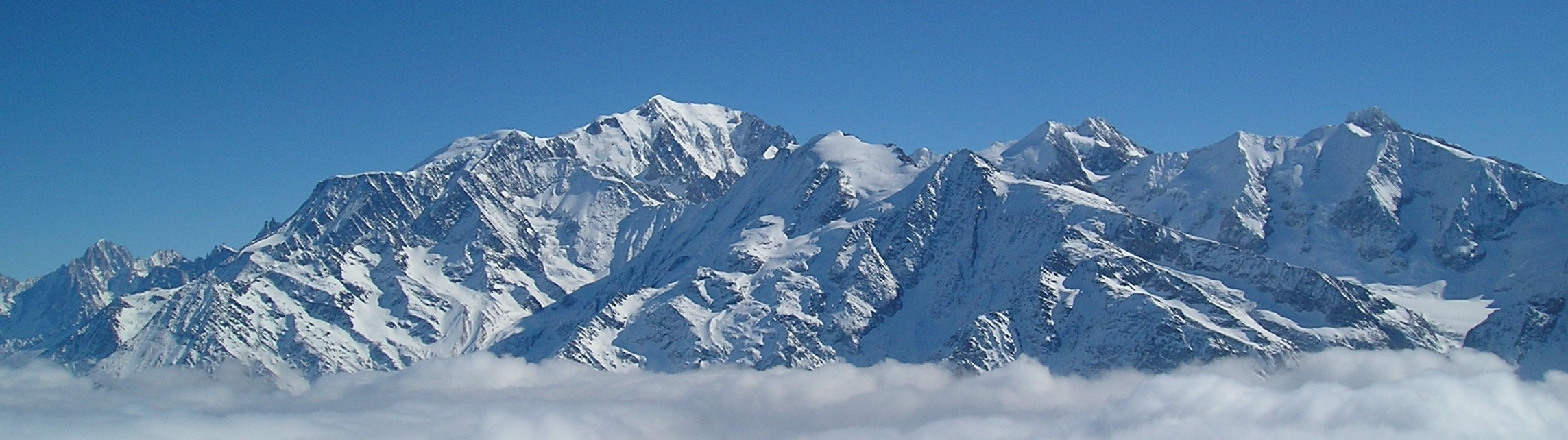
Massif du Mont-Blanc vu depuis la station des Contamines-Montjoie (vârful Aiguille Croche).

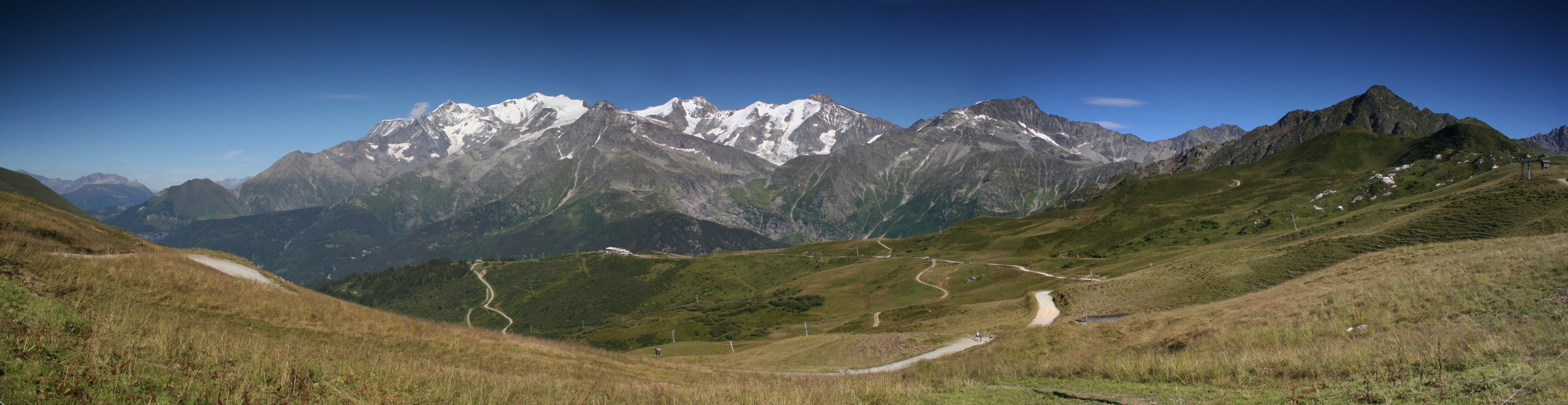
Masivul Mont-Blanc, vara, văzut din col du Joly.

- Mer de Glace
- Trient Glacier
- Saleina Glacier
- Glacier des Bossons

#### Ghețari francezi (de la nord la sud)
- Glacier du Tour

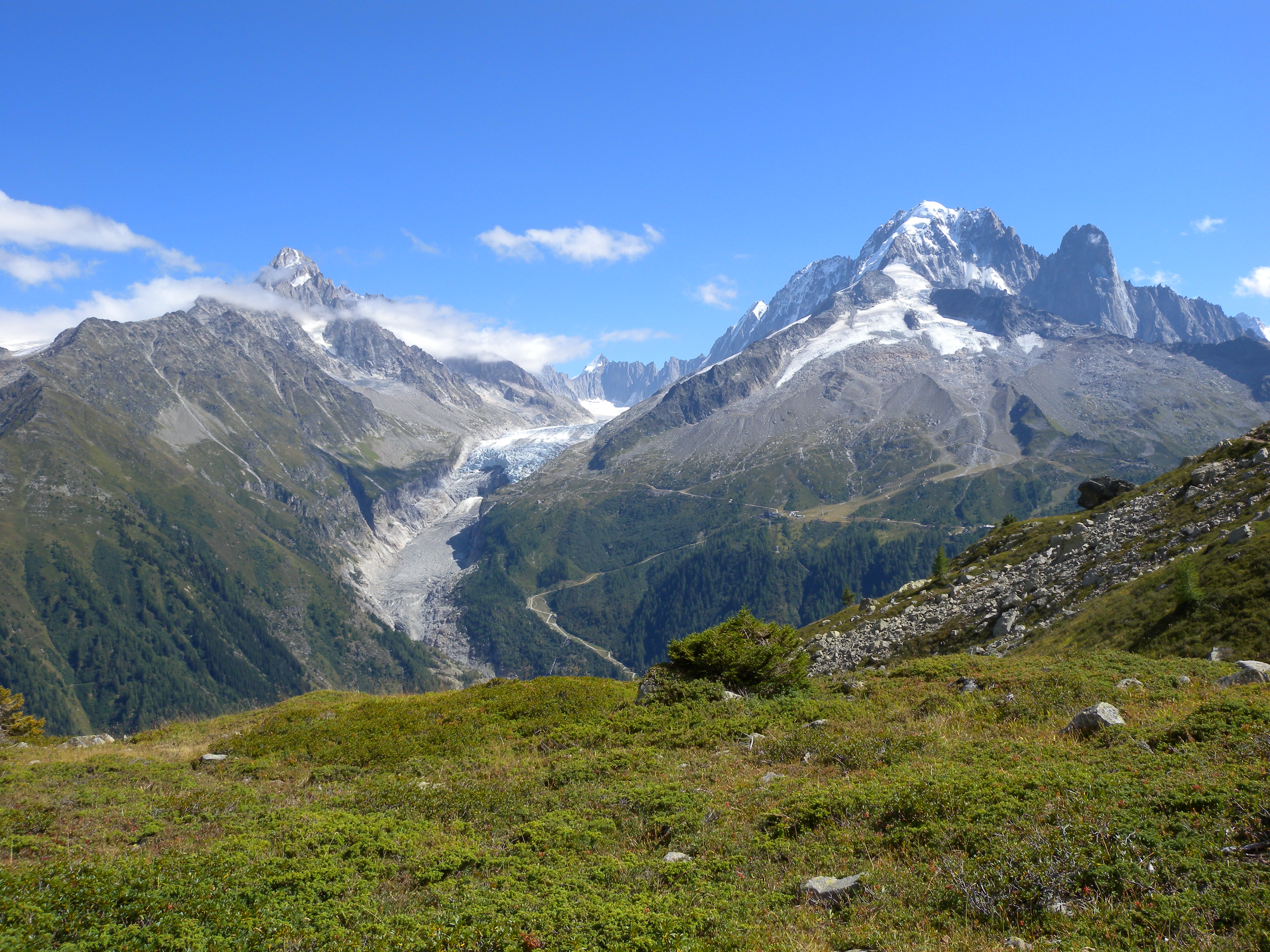
Ghețarul d'Argentière și aiguille Verte

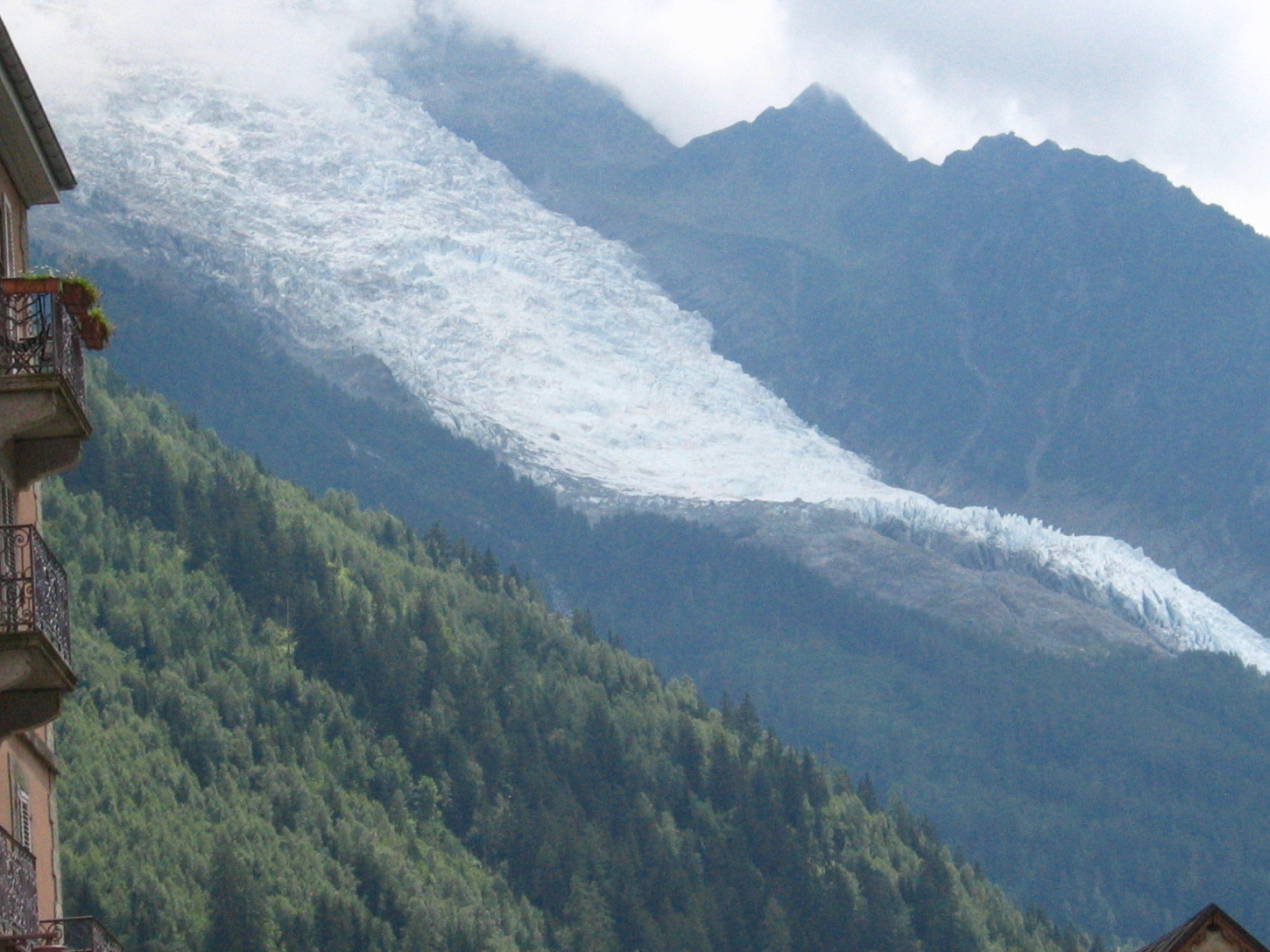
La partie basse du glacier des Bossons.

- Ghețarii du Chardonnet, du Milieu, des Améthistes, du Tour Noir (affluents du glacier d'Argentière)
- Glacier d'Argentière (al doilea cel mai mare ghețar din masiv)
- Glacier des Rognons
- Glacier de la Pendent
- Glacier du Nant Blanc
- Glacier de la Charpoua
- Mer de Glace (cel mai mare ghețar din masiv)
- Glacier de Talèfre
- Glacier de Leschaux (conflue avec le glacier du Tacul pour former la Mer de Glace
- Glacier du Tacul (descend du plateau du Géant ; conflue avec le glacier de Leschaux
- Glacier des Périades
- Glacier des Nantillons (sous l'aiguille des Grands Charmoz)
- Glacier de Blaitière (sous l'aiguille du même nom)
- Glacier des Pèlerins (entre les aiguille du Midi et des Plans)
- Glacier des Bossons (descend du sommet du mont Blanc)
- Glacier de Taconnaz
- Glacier de Tête Rousse (possède une poche d'eau sous la glace)
- Glacier de Bionnassay
- Glacier de Miage
- Glacier de Tré-la-Tête
- Glacier des Glaciers

#### Ghețari italieni (de la nord la sud)
- Glacier de Pré de Bar
- Glacier de Triolet
- Glacier de Gruetta
- Glacier de Frébouze
- Glacier des Grandes Jorasses
- Glacier de Planpincieux
- Glacier de Toule
- Glacier de la Brenva
- Glacier de Freiney
- Glacier du Brouillard

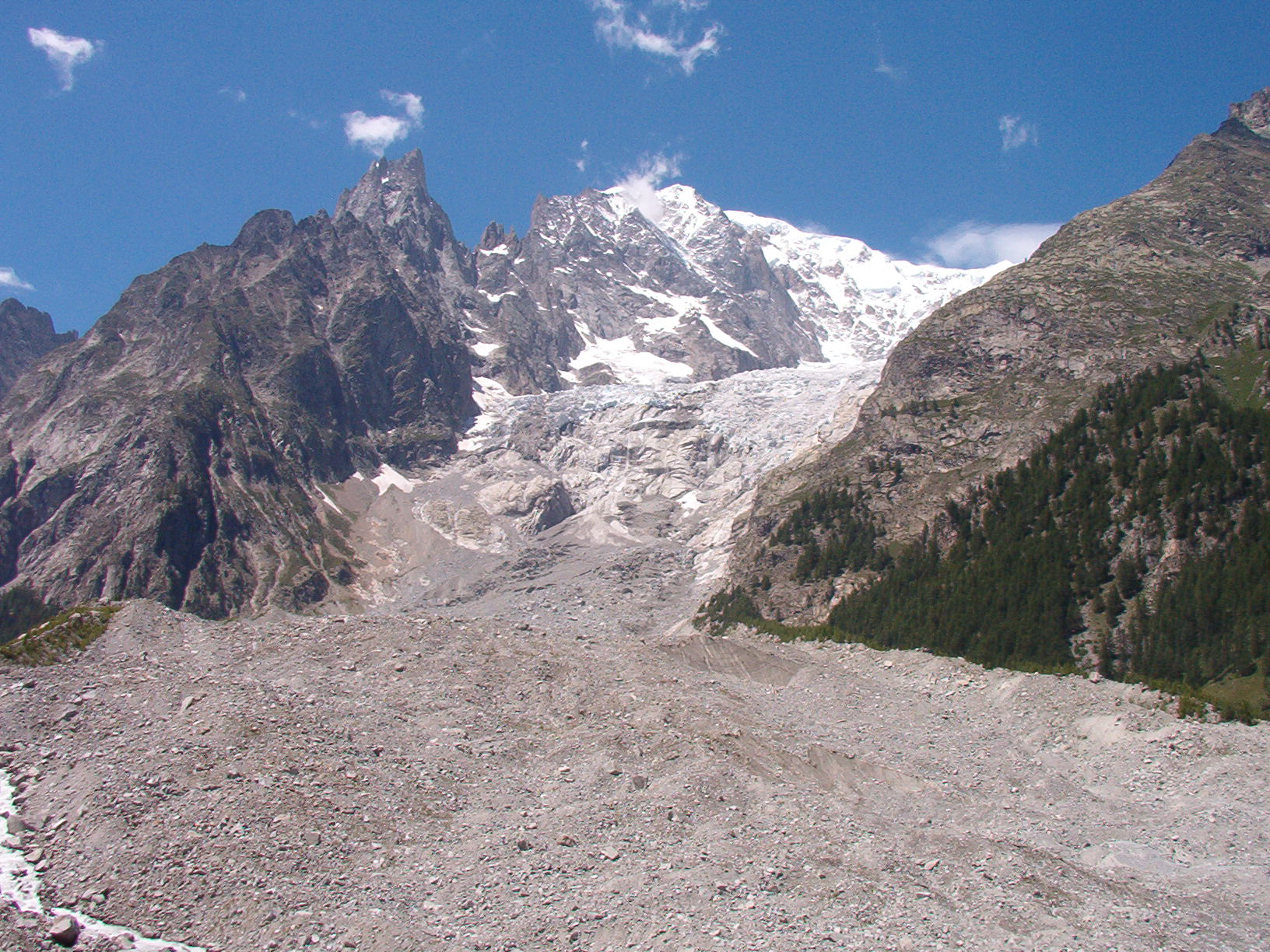
Ghețarul Brenva

- Glaciers de Bionnassay italien, du Dôme et du Mont-Blanc
- Glacier du Miage (cel mai mare ghețar italian din masiv)
- Glacier de la Lée Blanche
- Glacier d'Estelette

#### Ghețari elvețieni (de la nord la sud)

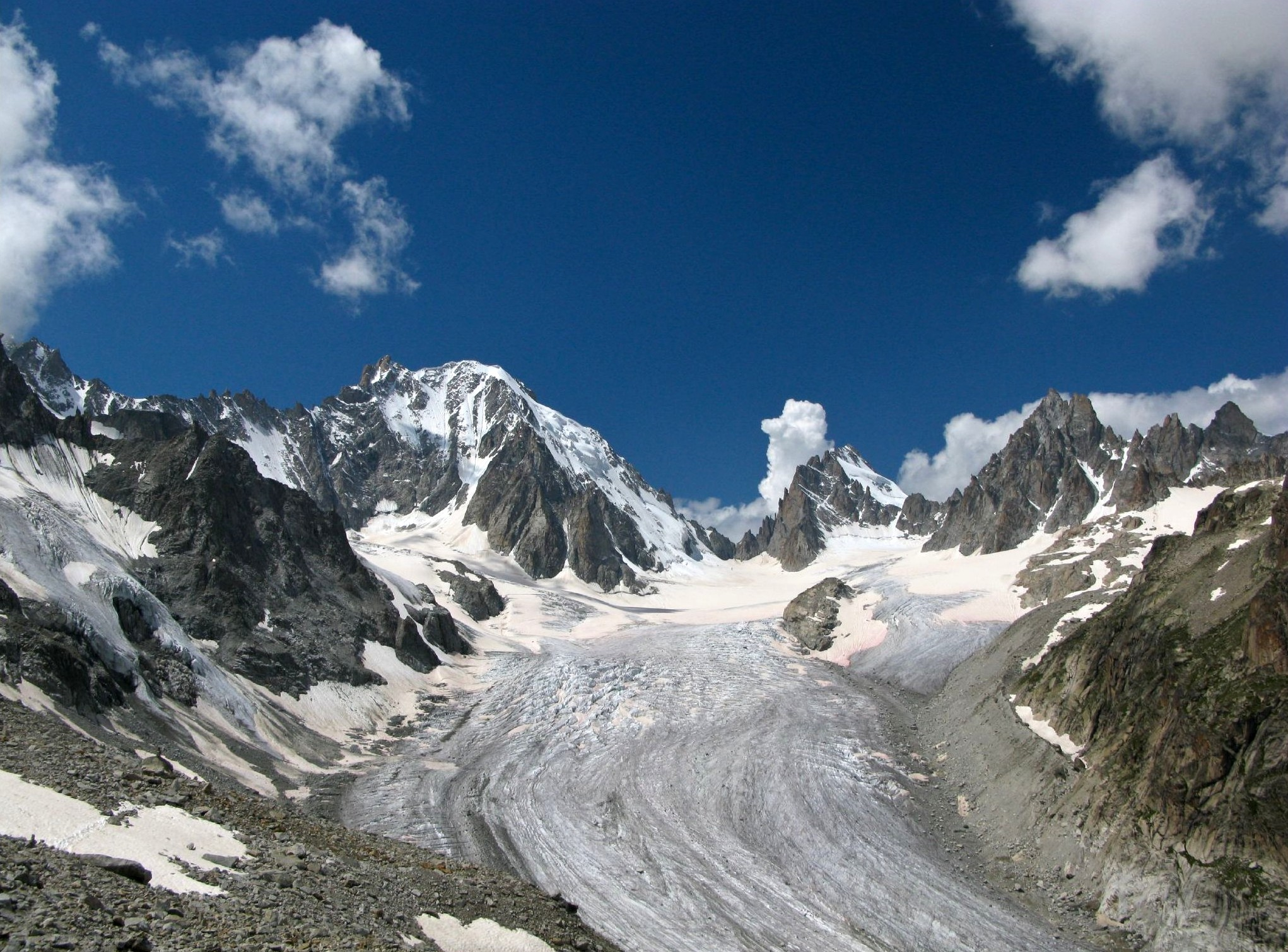
Le glacier de Saleina

- Glacier des Grands
- Glacier du Trient
- Glacier d'Orny
- Glacier de Saleina
- Glacier de Treste Bô
- Glacier de l'A Neuve
- Glacier du Dolent